# دييغو دافيد خيمينيز
دييغو دافيد خيمينيز مارتينيز (بالإسبانية: Diego David Jiménez)‏ (من مواليد 29 مايو 1979 في ألكوي، أليكانتي، فالنسيا) هو لاعب كرة قدم إسباني، يلعب لنادي إيبار في مركز خط الوسط.

## وصلات خارجية
- دييغو دافيد خيمينيز على موقع قاعدة بيانات كرة القدم.إي يو (الإنجليزية)
- دييغو دافيد خيمينيز على موقع Soccerway.com (الإنجليزية)
- دييغو دافيد خيمينيز على موقع AS.com (الإسبانية)

- Alcoyano official profile (بالإسبانية)
- BDFutbol profile
- Futbolme profile (بالإسبانية)
- Transfermarkt profile